# René Wohler
René Wohler (4 settembre 1922 – gennaio 2017) è stato un cestista svizzero.

## Carriera
Con la Svizzera ha disputato le Olimpiadi di Helsinki 1952 e due edizioni dei Campionati europei (1946, 1951).